# Campeonato Mundial de Hóquei no Gelo de 1950
O Campeonato Mundial de Hóquei no Gelo de 1950 foi a 17ª edição do torneio, disputada entre os dias 13 e 22 de março de 1950 em Londres, Inglaterra. Em um formato simular ao campeonato de 1949, na fase inicial, os nove times participantes foram divididos em três grupos de três equipes cada. Na  segunda fase, os dois melhores de cada grupo avançaram à Fase Final (para o 1º ao 6º lugar), com os três times restantes disputando a Fase de Consolação do 7º ao 9º lugar.
O Canadá ganhou seu 13º Mundial e a Suíça ganhou seu quarto Campeonato Europeu. Ambos os times se favoreceram da ausência do campeão anterior, a Tchecoslováquia.
Oficialmente, o atual campeão checoslovaco não chegou a Londres porque dois de seus jornalistas não receberam seus vistos.
Na realidade, autoridades comunistas ficaram inquietas depois que a equipe do clube LTC Praha (LTC Praga) sofreu deserções na Spengler Cup de 1948 em Davos, a morte de seis jogadores da equipe nacional em um acidente de avião alguns meses antes do Campeonato Mundial de Hóquei no Gelo de 1949 e a deserção do ex-jogador da equipe nacional de hóquei Jaroslav Drobný em junho de 1949. As autoridades prenderam vários membros da equipe nacional de 1950 enquanto aguardavam seu atraso no voo no Aeroporto de Praga.

## Campeonato Mundial de Hóquei no Gelo de 1950 (Londres,Inglaterra)

### Fase Preliminar

#### Grupo A
| 13 de maio de 1950 | Londres | Grã-Bretanha | – | França  |  | 9:0 (4:0,3:0,2:0)  |
|                    |         |              |   |         |  |                    |
| 14 de maio de 1950 | Londres | Noruega      | – | França  |  | 11:0 (7:0,2:0,2:0) |
|                    |         |              |   |         |  |                    |
| 15 de maio de 1950 | Londres | Grã-Bretanha | – | Noruega |  | 2:0 (0:0,0:0,2:0)  |

Classificação
| Pos. | Time         | J | Vitórias | Empates | Derrotas | Gols  | Saldo de gols | Pts. |
| ---- | ------------ | - | -------- | ------- | -------- | ----- | ------------- | ---- |
| 1    | Grã-Bretanha | 2 | 2        | 0       | 0        | 11: 0 | +11           | 4:0  |
| 2    | Noruega      | 2 | 1        | 0       | 1        | 11: 2 | + 9           | 2:2  |
| 3    | França       | 2 | 0        | 0       | 2        | 0:20  | -20           | 0:4  |

#### Grupo B
| 13 de maio de 1950 | Londres | Suíça  | – | Bélgica |  | 24:3 (5:1,7:1,12:1)  |
|                    |         |        |   |         |  |                      |
| 14 de maio de 1950 | Londres | Canadá | – | Suíça   |  | 13:2 (5:1,4:1,4:0)   |
|                    |         |        |   |         |  |                      |
| 15 de maio de 1950 | Londres | Canadá | – | Bélgica |  | 33:0 (14:0,10:0,9:0) |

Classificação
| Pos. | Time    | J | Vitórias | Empates | Derrotas | Gols  | Saldo de gols | Pts. |
| ---- | ------- | - | -------- | ------- | -------- | ----- | ------------- | ---- |
| 1    | Canadá  | 2 | 2        | 0       | 0        | 46: 2 | +44           | 4:0  |
| 2    | Suíça   | 2 | 1        | 0       | 1        | 26:16 | +10           | 2:2  |
| 3    | Bélgica | 2 | 0        | 0       | 2        | 3:57  | -54           | 0:4  |

#### Grupo C
| 13 de maio de 1950 | Londres | Suécia | – | EUA     |  | 8:3 (5:2,0:0,3:1)  |
|                    |         |        |   |         |  |                    |
| 14 de maio de 1950 | Londres | Suécia | – | Holanda |  | 10:0 (3:0,1:0,6:0) |
|                    |         |        |   |         |  |                    |
| 15 de maio de 1950 | Londres | EUA    | – | Holanda |  | 17:1 (7:0,2:0,8:1) |

Classificação
| Pos. | Time    | J | Vitórias | Empates | Derrotas | Gols  | Saldo de gols | Pts. |
| ---- | ------- | - | -------- | ------- | -------- | ----- | ------------- | ---- |
| 1    | Suécia  | 2 | 2        | 0       | 0        | 18: 3 | +15           | 4:0  |
| 2    | EUA     | 2 | 1        | 0       | 1        | 20: 9 | +11           | 2:2  |
| 3    | Holanda | 2 | 0        | 0       | 2        | 1:27  | -26           | 0:4  |

#### Fase de Consolação (7º ao 9º lugar)
| 20 de maio de 1950 | Londres | Bélgica | – | França  |  | 8:1 (3:0,3:1,2:0) |
|                    |         |         |   |         |  |                   |
| 21 de maio de 1950 | Londres | Holanda | – | França  |  | 4:2 (1:0,3:1,0:1) |
|                    |         |         |   |         |  |                   |
| 22 de maio de 1950 | Londres | Bélgica | – | Holanda |  | 4:2 (2:1,1:0,1:1) |

Classificação
| Pos. | Time    | J | Vitórias | Empates | Derrotas | Gols  | Saldo de gols | Pts. |
| ---- | ------- | - | -------- | ------- | -------- | ----- | ------------- | ---- |
| 7    | Bélgica | 2 | 2        | 0       | 0        | 12: 3 | +8            | 4:0  |
| 8    | Holanda | 2 | 1        | 0       | 1        | 6: 6  | 0             | 2:2  |
| 9    | França  | 2 | 0        | 0       | 2        | 3:12  | -8            | 0:4  |

#### Fase Final (1º ao 6º lugar)
| 17 de maio de 1950 | Londres | Grã-Bretanha | – | Noruega |  | 4:3 (1:0,2:2,1:1)  |
| 17 de maio de 1950 | Londres | Canadá       | – | Suíça   |  | 11:1 (2:0,3:1,6:0) |
| 17 de maio de 1950 | Londres | Suécia       | – | EUA     |  | 2:4 (1:0,1:2,0:2)  |
|                    |         |              |   |         |  |                    |
| 18 de maio de 1950 | Londres | Suíça        | – | Noruega |  | 12:4 (3:3,6:0,3:1) |
| 18 de maio de 1950 | Londres | Canadá       | – | EUA     |  | 5:0 (0:0,1:0,4:0)  |
| 18 de maio de 1950 | Londres | Grã-Bretanha | – | Suécia  |  | 5:4 (0:0,1:2,4:2)  |
|                    |         |              |   |         |  |                    |
| 20 de maio de 1950 | Londres | Grã-Bretanha | – | EUA     |  | 2:3 (2:1,0:0,0:2)  |
| 20 de maio de 1950 | Londres | Canadá       | – | Noruega |  | 11:1 (3:0,4:1,4:0) |
| 20 de maio de 1950 | Londres | Suécia       | – | Suíça   |  | 2:3 (2:1,0:0,0:2)  |
|                    |         |              |   |         |  |                    |
| 21 de maio de 1950 | Londres | EUA          | – | Suíça   |  | 10:5 (3:0,1:3,6:2) |
| 21 de maio de 1950 | Londres | Suécia       | – | Noruega |  | 6:1 (2:0,3:0,1:1)  |
| 21 de maio de 1950 | Londres | Grã-Bretanha | – | Canadá  |  | 0:12 (0:5,0:3,0:4) |
|                    |         |              |   |         |  |                    |
| 22 de maio de 1950 | Londres | EUA          | – | Noruega |  | 12:6 (5:0,4:3,3:3) |
| 22 de maio de 1950 | Londres | Grã-Bretanha | – | Suécia  |  | 3:10 (1:4,2:3,0:3) |
| 22 de maio de 1950 | Londres | Canadá       | – | Suécia  |  | 3:1 (1:0,2:0,0:1)  |

Classificação
| Pos. | Time         | J | Vitórias | Empates | Derrotas | Gols  | Saldo de gols | Pts.  |
| ---- | ------------ | - | -------- | ------- | -------- | ----- | ------------- | ----- |
| 1    | Canadá       | 5 | 5        | 0       | 0        | 42: 3 | +39           | 10: 0 |
| 2    | EUA          | 5 | 4        | 0       | 1        | 29:20 | + 9           | 8: 2  |
| 3    | Suíça        | 5 | 3        | 0       | 2        | 31:30 | + 1           | 6: 4  |
| 4    | Grã-Bretanha | 5 | 2        | 0       | 3        | 14:32 | -18           | 4: 6  |
| 5    | Suécia       | 5 | 1        | 0       | 4        | 15:16 | - 1           | 2: 8  |
| 6    | Noruega      | 5 | 0        | 0       | 5        | 15:45 | -30           | 0:10  |

### Classificação Final - Campeonato Mundial
| Posição | Time           |
| ------- | -------------- |
| 1       | Canadá         |
| 2       | Estados Unidos |
| 3       | Suíça          |
| 4       | Reino Unido    |
| 5       | Suécia         |
| 6       | Noruega        |
| 7       | Bélgica        |
| 8       | Países Baixos  |
| 9       | França         |

Campeão Mundial de 1950

 Canadá

#### Membros do Time
| Pos. | Time | Jogadores |
| ---- | ---- | --- |
| 1    | CAN  | Leo Lucchini, Hassie Young, Ab Newsome, Billy Dawe, Harry Allen, Doug Macauley, Don Stanley, Bob Watt, Marsh Darling, Al Purvis, John Davies, Doug Kilburn, Pete Wright, Don Gauf, Robert David, Jack Manson, Wilbur Delaney; Treinador: Jimmy Graham |

### Classificação Final - Campeonato Europeu
| Posição | Time         |
| ------- | ------------ |
| 1       | Suíça        |
| 2       | Grã-Bretanha |
| 3       | Suécia       |
| 4       | Noruega      |
| 5       | Bélgica      |
| 6       | Holanda      |
| 7       | França       |

Campeão Europeu de 1950

 Suíça